# Martinsburg (Mayence)
Pour les articles homonymes, voir Martinsburg (homonymie).
Le château fort du Martinsburg (1481-1807) faisait partie de la forteresse de Mayence.
Ce château, construit à la fin du XVe siècle sur les rives du Rhin à Mayence, était un château fort de la capitale de l'électorat de Mayence ; il fit office de résidence princière des électeurs-archevêques jusqu’au XVIIe siècle. Le bâtiment, de style gothique, fut construit par l’archevêque Diether von Isenburg entre 1478 et 1481. Ce complexe fortifié pittoresque, qui faisait partie des remparts de la Mayence, incorporait deux tours principales (de la fin du XVe siècle).
La situation du château au bord du Rhin permettait une fuite rapide vers les autres résidences telles que Eltville ou Aschaffenbourg. D'ailleurs, l'installation des douves de la ville parle en faveur de cette thèse.
Le vieux château fort du Martinsburg fut entièrement rasé en 1807 sous Eustache de Saint-Far et on fit un nouveau quai avec les pierres récupérées. Jusqu'à la construction des douanes et du port fluvial de Mayence, ce fut le seul quai de la ville.